# Kraljica Hrvata
Kraljica Hrvata (lat. Regina Croatorum), naslov je Blažene Djevice Marije među Hrvatima katoličke vjeroispovijesti izražen u molitvama, pjesmama i pučkoj pobožnosti. Proizlazi iz višestoljetne marijanske duhovnosti među Hrvatima.
Najraniji pisani spomen pridodavanja kraljičina naslova Mariji u Hrvata javlja se u litanijama molitvenika Raj duše (Padova, 1560.), u kojemu Nikola Dešić Gospu Trsatsku naziva Svetom mati Didovine, povezujući Marijin kraljevski naslov (Kraljica neba i zemlje) i na Hrvatsko kraljevstvo. Otac Petar Perica 1904. u svojoj marijanskoj popijevci Rajska Djevo izričito proziva Mariju Kraljicom Hrvata.
Na poticaj zagrebačkih planinara, 1928. donesena je odluka o izgradnji crkve Gospi u zahvalu i na spomen tisućgodišnjice Hrvatskoga kraljevstva na Medvednici. zagrebački nadbiskup Antun Bauer posvećuje 16. srpnja 1933. crkvu Majci Božjoj Sljemenskoj – Kraljici Hrvata, na čijemu se oltaru ističe lik Kraljice Hrvata u drvenu reljefu. Uslijed Šestosiječanjske diktature i velikih pritisaka vladajućega režima iz Beograda, Antun Bauer i Alojzije Stepinac upriličuju slavlje 250. obljetnice ponovnoga našašća bistričkoga Gospina kipa koji je nadbiskup Bauer svečano i okrunio u Mariji Bistrici 7. srpnja 1935., proglašujući Majku Božju Bistričku Kraljicom Hrvata. U kripti crkve Majke Božje Lurdske, nalazi se reljef u brončanom medaljonu, Marijino poprsje uzdignutih ruku, na kojemu u desnoj ruci drži kraljevsko žezlo, a na prsima štit s hrvatskim grbom, podsjećajući izgledom na najstariji Gospin lik u hrvatskoj likovnoj umjetnosti iz Biskupije kraj Knina.
Kraljica Hrvata zaštitnica je hrvatske župe u Torontu.